# Walid al-Batawi
Walid Muhammad al-Batawi (arab. وليد محمد البطاوي) – egipski zapaśnik walczący w stylu wolnym. Brązowy medalista igrzysk panarabskich w 1997 w stylu wolnym, a czwarty w stylu klasycznym roku.